# Dreimühlen
Dreimühlen ist ein Stadtteil von Mechernich im nordrhein-westfälischen Kreis Euskirchen.

## Geografie

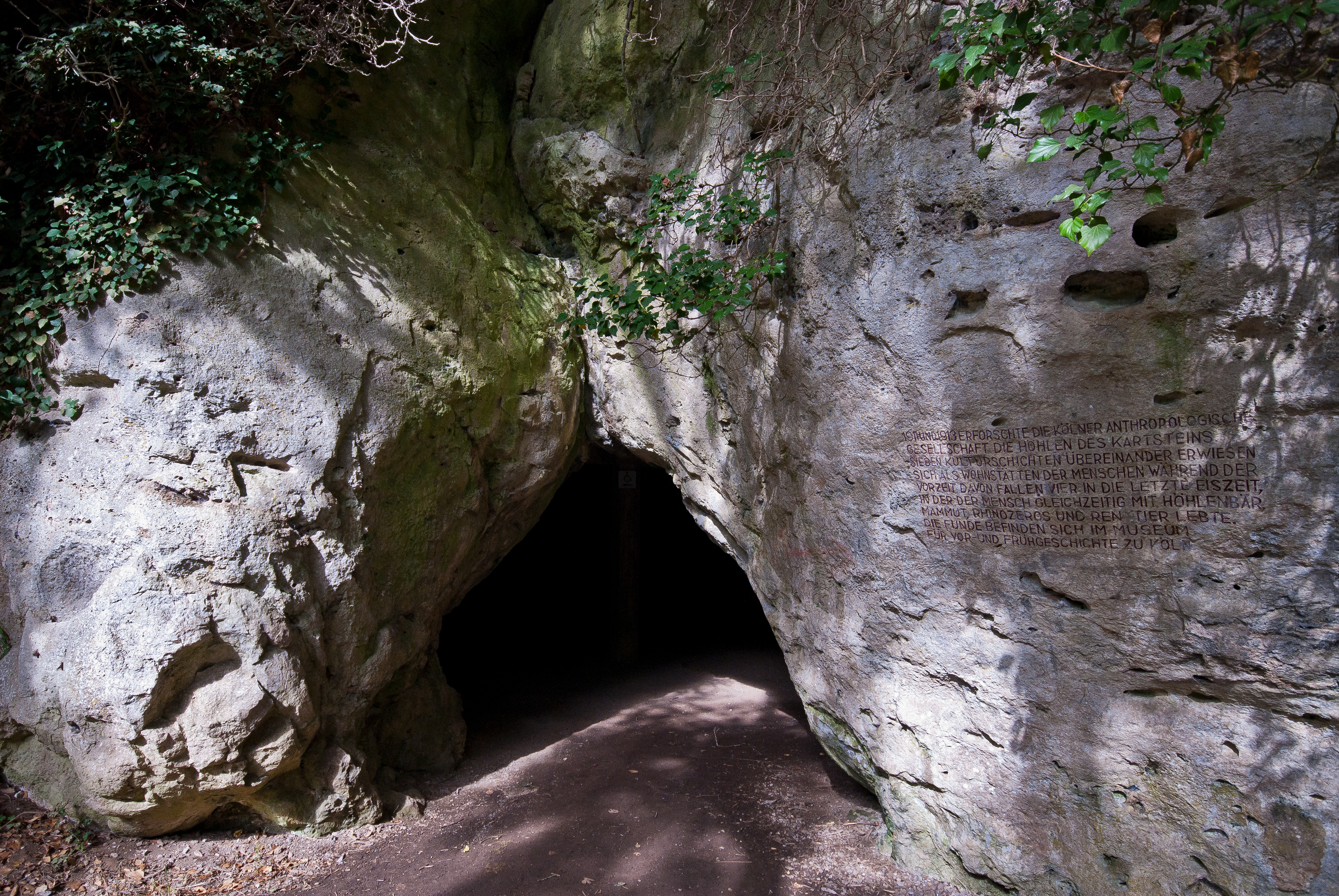
Eingang zur großen Kakushöhle mit Inschrift

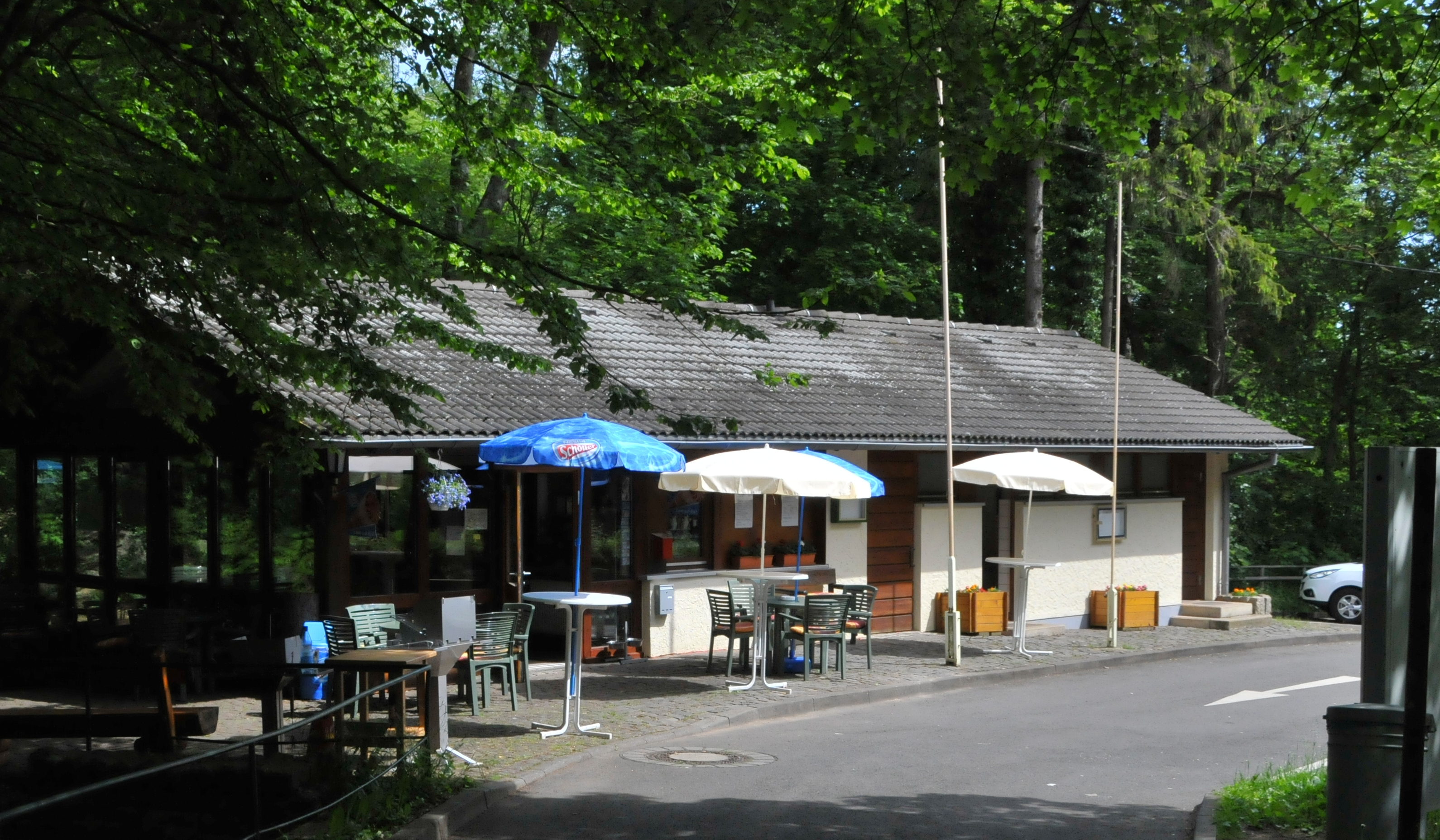
Café zur Kakushöhle, Dreimühlen

Das Dorf liegt östlich von Weyer und südlich von Eiserfey.
Durch Dreimühlen fließt der Hauserbach, der in Eiserfey in den Veybach mündet und der auch die heute stillgelegten Mühlen antrieb. Der Hauserbach wurde früher auch als Feybach bezeichnet.
In Dreimühlen befindet sich die frei zugängliche, prähistorische Kakushöhle. Sie ist Fauna-Flora-Habitat der Europäischen Gemeinschaft und ein bedeutendes Winterquartier von Fledermäusen. Bereits 1932 wurde das 5 ha große Kartsteingebiet als Naturschutzgebiet ausgewiesen.

## Geschichte
Die Kakushöhle wurde bereits von Neandertalern aufgesucht. Die Höhle wurde seit der Steinzeit immer wieder von Menschen aufgesucht, so auch in der Antike und noch im Mittelalter. Ein Abschnittswall machte das Plateau über der Höhle wahrscheinlich zu einer spätrömischen Fliehburg, eine Nutzung ist auch in der Latène- und der karolingischen Zeit möglich.
Der Ortsname Dreimühlen leitet sich nicht davon ab, dass es hier vor Jahrhunderten genau drei Mühlen gab. Die älteste bekannte Erwähnung des Namens ist „Drynmöllen“ und stammt aus einer Urkunde der Abtei Steinfeld aus dem Jahr 1502.
In und um den Ort stehen mehrere historische Wassermühlen. Die älteste ist die Mühle Giesen, ursprünglich eine Bannmühle für die Orte Weyer (teilweise), Harzheim und Pesch. Sie ist heute nicht mehr in Betrieb, aber noch funktionsfähig. In Dreimühlen und Eiserfey wurden auf einer Entfernung von nur zwei Kilometern insgesamt 16 Mühlräder betrieben.

## Verkehr
Durch den Ort verläuft die Bundesstraße 477, die nächste Autobahnanschlussstelle der Bundesautobahn 1 ist die Anschlussstelle 113 Nettersheim.
Die VRS-Buslinie 830 der RVK verbindet den Ort mit Mechernich und Zingsheim. Die Fahrten verkehren überwiegend als TaxiBusPlus im Bedarfsverkehr. Zusätzlich verkehren einzelne Fahrten der auf den Schülerverkehr ausgerichteten Linie 827. 
| Linie | Betreiber | Verlauf |
| ----- | --------- | --- |
| 827   | Schäfer   | Zingsheim – Weyer – Dreimühlen – Eiserfey – Vollem – Urfey – Kallmuth – Lorbach – Bergheim – (Holzheim → Harzheim →) Vussem – Breitenbenden – Mechernich Stiftsweg – Mechernich Bf |
| 830   | RVK       | MiKE (außer im Schülerverkehr): (Zingsheim –) Weyer – Dreimühlen – Eiserfey – (Urfey – Vollem –) Vussem – Breitenbenden – Mechernich Stiftsweg – Mechernich Bf                     |